# Concrete Cowboys
Concrete Cowboys é um telefilme norte-americano de 1979, gêneros aventura e faroeste, dirigido por Burt Kennedy.